# Estinnes-au-Val
Estinnes-au-Val is een dorp in de Belgische provincie Henegouwen, en een deelgemeente van de Waalse gemeente Estinnes.
Estinnes-au-Val was een zelfstandige gemeente, tot die bij de gemeentelijke herindeling van 1977 toegevoegd werd aan de gemeente Estinnes.

## Bezienswaardigheden
- De Sint-Martinuskerk (Église Saint-Martin) heeft een koor met 13e-eeuwse delen, een 16e-eeuwse toren en een in 1725 in classicistische stijl gebouwd schip.

## Natuur en landschap
Estinnes-au-Val ligt aan de Ruisseau des Estinnes. De hoogte aan de kerk bedraagt 64 meter.

## Demografische ontwikkeling
- Bronnen:NIS, Opm:1831 tot en met 1970=volkstellingen, 1976= inwoneraantal op 31 december

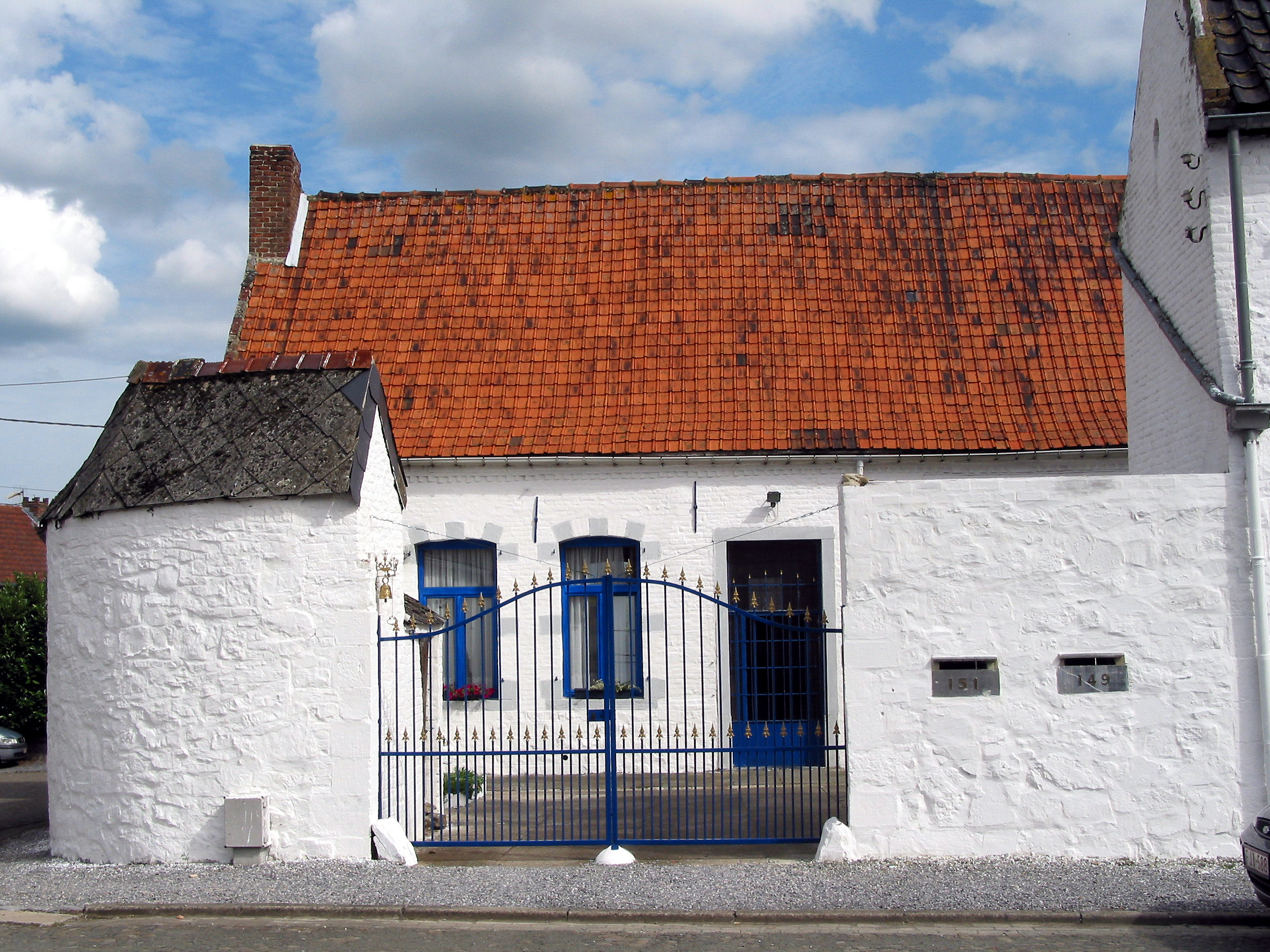
Oud huis met gesloten hof .
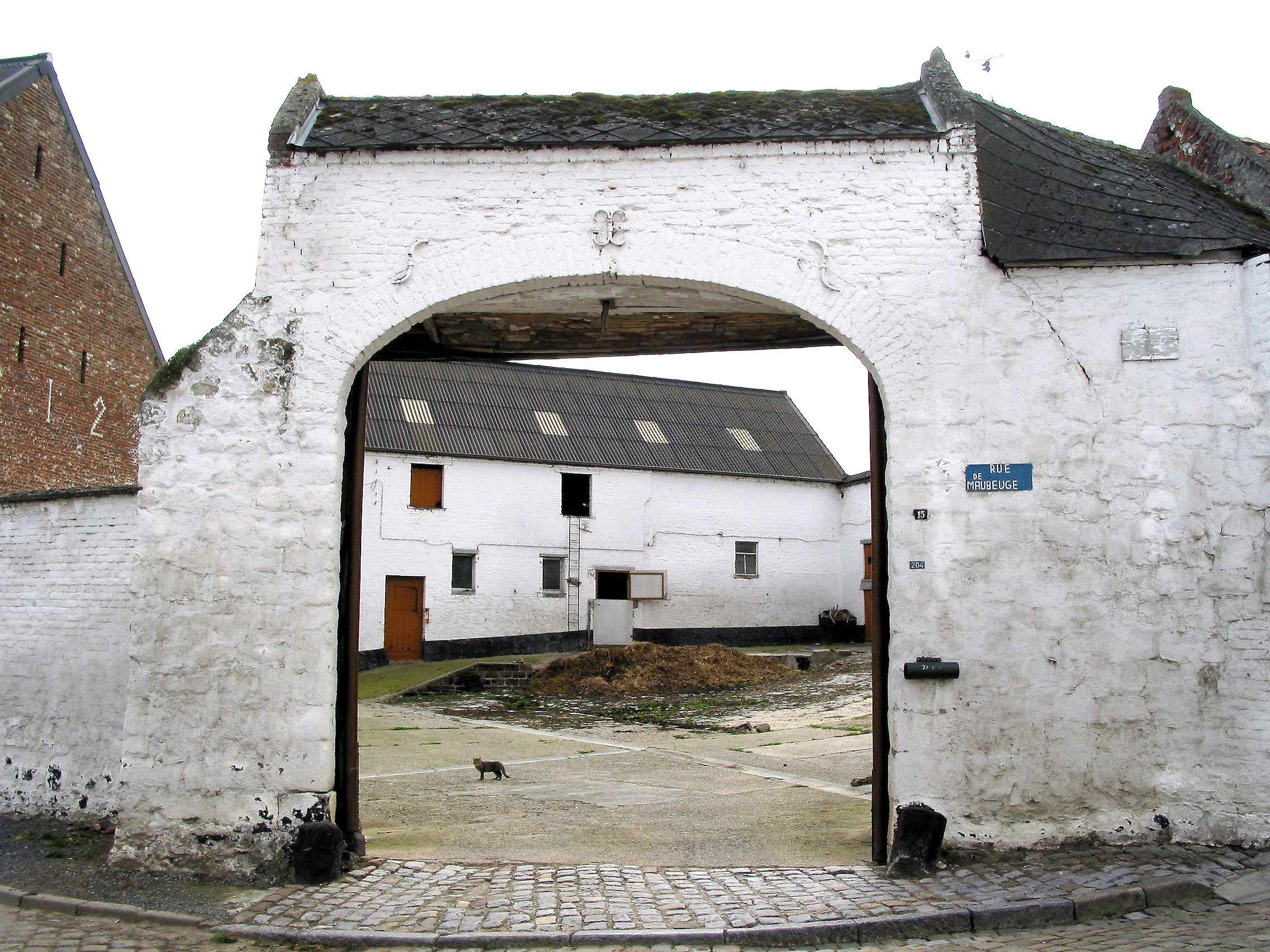
De Plumet boerderij (1812).
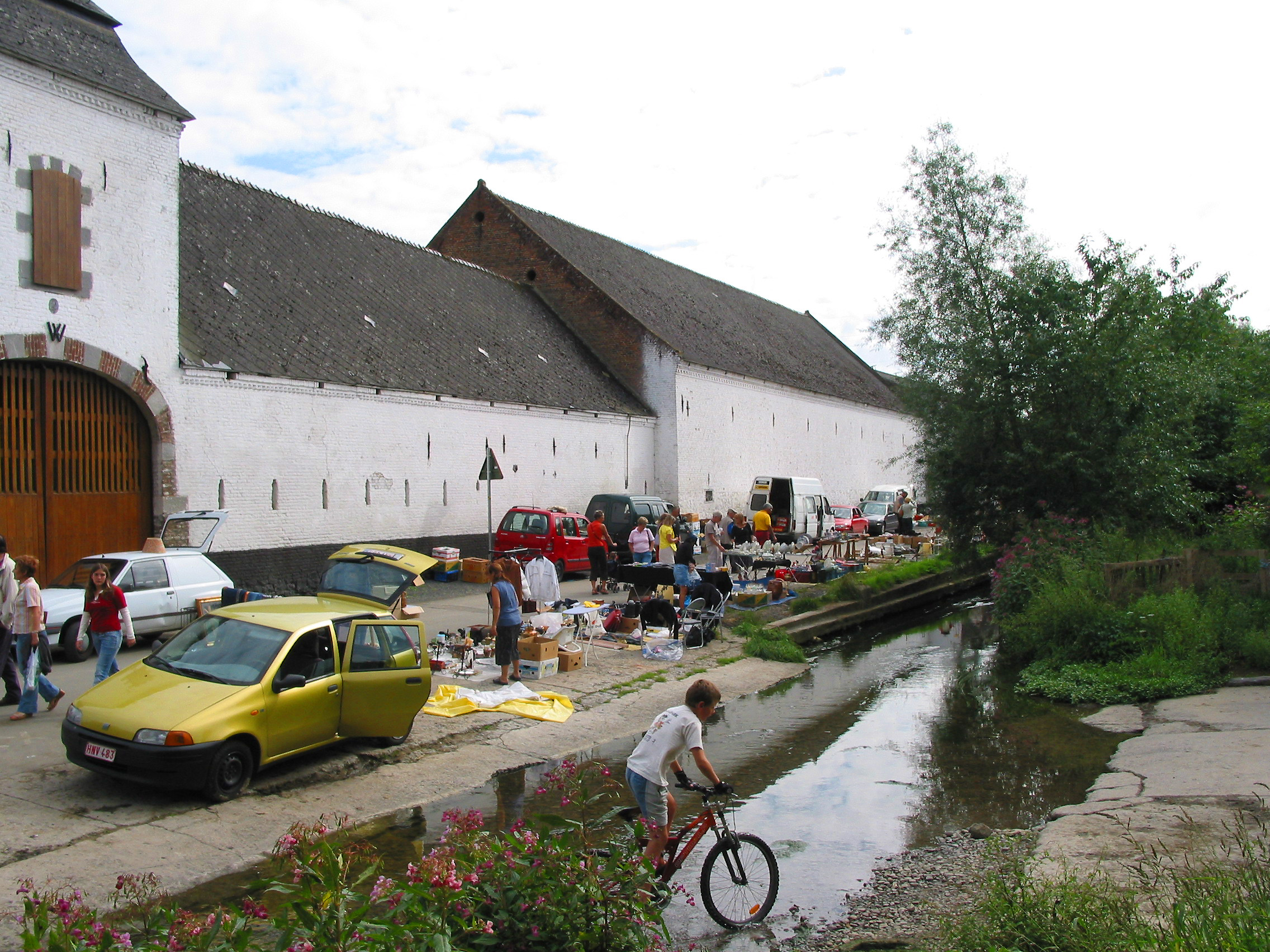
Het wed op de beek van Estinnes.

## Nabijgelegen kernen
Estinnes-au-Mont, Bray, Waudrez